# Straßenbahn Memphis (Tennessee)
In der Stadt Memphis im US-Bundesstaat Tennessee fahren seit dem 19. Jahrhundert Straßenbahnen. Von 1947 bis 1993 gab es nur Busverkehr. Von 2014 bis 2018 ruhte der Straßenbahnverkehr, seit 2024 ruht er erneut.

## Geschichte

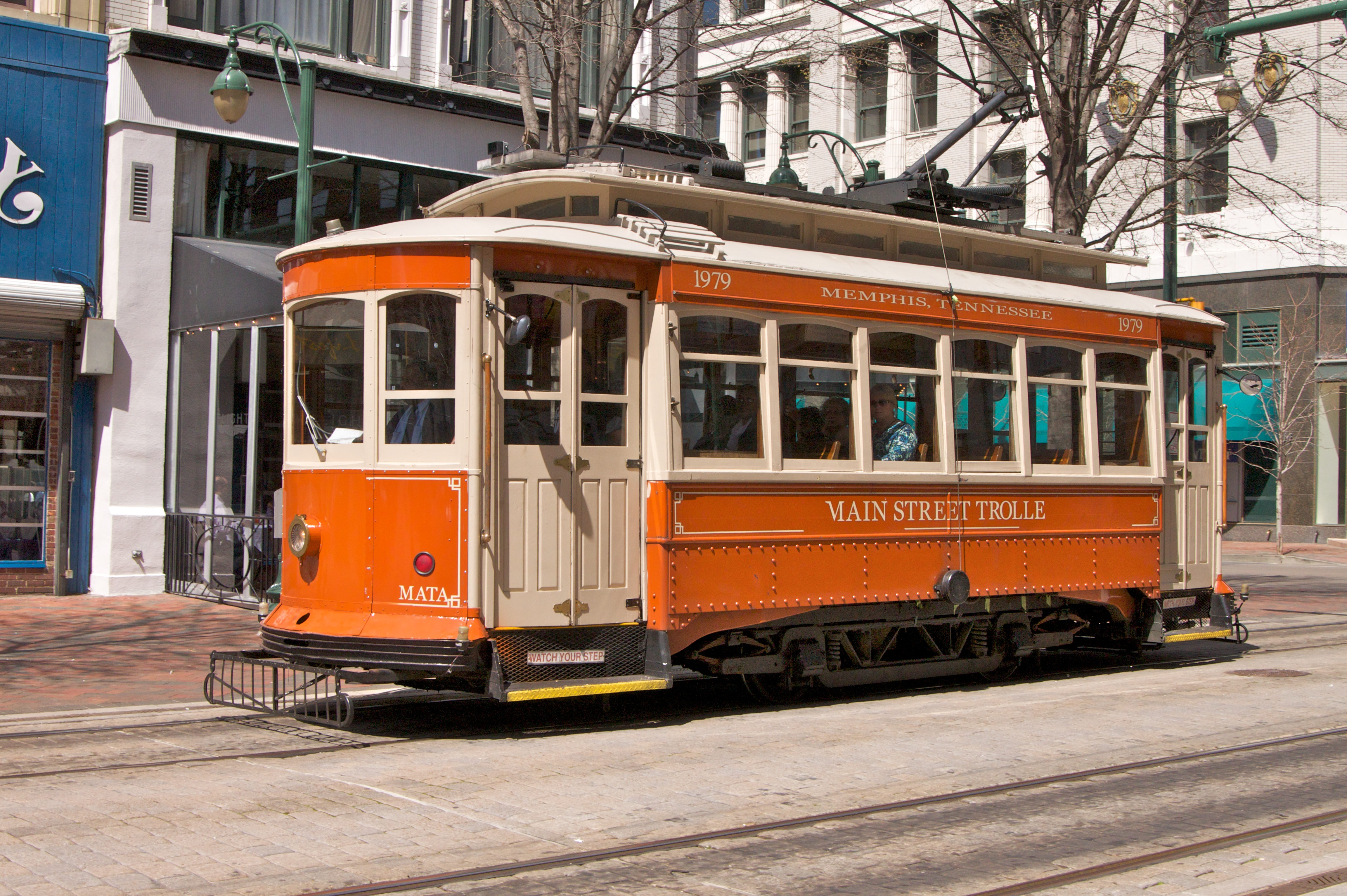
Nachbau eines Brill-Straßenbahnwagens bei MATA Trolley im Jahr 2010

Die Geschichte der Straßenbahn Memphis lässt sich in mehrere Epochen einteilen.
- 19. Jahrhundert: Von Dampflokomotiven gezogene Bahnen verkehren im Straßenraum der Stadt. Betreiber sind mehrere Gesellschaften, darunter die Citizens Street Railroad, die City & Suburban Railway, die East End Street Railway und die Memphis & Raleigh Springs Railroad.[1]
- 1895 bis 1947: Die verschiedenen Betreibergesellschaften werden in der Memphis Street Railway Company zusammengefasst und die Strecken elektrifiziert. Im Jahr 1911 erreicht das Netz mit 77,5 Meilen Streckenlänge seine größte Ausdehnung.

- 1948 bis 1992: Die Straßenbahn ist stillgelegt und durch Busse ersetzt. Während der Jahre 1931 bis 1960 verkehren Oberleitungsbusse.
- 1993 bis 2014: Die Stadt Memphis eröffnet 1993 eine touristische Straßenbahnlinie mit Oldtimerfahrzeugen, der Betrieb wird in die Hände des kommunalen Busbetreibers Memphis Area Transit Authority (MATA) gelegt. 1997 folgt eine zweite und 2004 eine dritte Linie, wobei letztere weniger touristischen Zwecken dient, sondern eine reale Verkehrsfunktion des öffentlichen Personennahverkehrs innehat. Als Folge zweier Fahrzeugbrände und des schlechten Zustands vieler Altbaufahrzeuge wird der Betrieb im Juni 2014 eingestellt.[2]

- 2018 bis 2024: Eine der zuletzt drei Linien wird wieder betrieben. Seit August 2024 findet, Stand August 2025, kein Straßenbahnverkehr statt.